# Después de ayer
 Después de ayer es una película de Argentina en colores  dirigida por Hebert Posse Amorim según su propio guion escrito en colaboración con Teresa Ávila y Ricardo Artesi que se estrenó el 3 de agosto de 1989 y que tuvo como principales intérpretes a Enrique Liporace, María José Demare, Oscar Ferreiro y Constanza Maral.

## Reparto
- Enrique Liporace
- María José Demare
- Oscar Ferreiro
- Constanza Maral
- Mario Alarcón
- Jorge Sassi
- Carolina Papaleo
- Fabián Gianola
- Max Berliner
- Paulino Andrada
- Gabriel Rovito
- Héctor Grossi
- Félix Musso Barrera
- Francisco Rovini
- Silvana Silveri